# DAMS GD-01
DAMS GD-01 – samochód Formuły 1 skonstruowany przez francuski zespół Driot-Arnoux Motor Sport (DAMS), który planowano wystawić w sezonie 1995. Model GD-01 był zaprojektowany i zbudowany przy współpracy inżynierów DAMS i Reynard w latach 1994–1995. Planowano założyć oddział DAMS, zespołu odnoszącego sukcesy w niższych formułach wyścigowych, w Formule 1 i doprowadzić do debiutu zespołu w tej kategorii. Jednakże ze względu na niewystarczające wsparcie finansowe, zespół nigdy nie wziął udziału w mistrzostwach Formuły 1 pomimo faktu zakończenia budowy samochodu i prowadzenia ograniczonych testów.

## Tło
DAMS został założony w 1988 roku przez Jeana-Paula Driota i René Arnoux. Zespół szybko zaczął odnosić sukcesy w Międzynarodowej Formule 3000, a jego kierowcy zdobyli tytuły w latach 1990, 1993 i 1994 (odpowiednio Érik Comas, Olivier Panis i Jean-Christophe Boullion). Driot uważał, że następnym krokiem zespołu jest debiut w Formule 1: tą drogą wcześniej podążyły już takie zespoły jak Jordan, Pacific czy Forti. By zaprojektować i zbudować konkurencyjny samochód Formuły 1, DAMS nawiązał współpracę z brytyjskim konstruktorem, Reynardem. Reynard był doświadczonym konstruktorem niższych formuł oraz serii amerykańskich. Firma pomogła także przy skonstruowaniu Benettona B192 i Ligiera JS37. Reynard dwukrotnie planował ponadto wystawić własny zespół w Formule 1, a po jednej z takich nieudanych prób jego samochód wykupił Pacific i wystawił w Formule 1 pod nazwą Pacific PR01. DAMS otworzył biuro w pobliżu siedziby Reynarda, a zespołem projektowym kierowali były pracownik Ligiera, Claude Galopin, oraz pracownik Reynarda, Rob Arnott. W projekcie uczestniczył również specjalista od skrzyń biegów w Reynardzie, Barry Ward.

## Konstrukcja
Budowa samochodu zaczęła się w 1994 roku, ale postęp opóźniał się z powodu ograniczonych funduszy. Znalezienie sponsorów okazało się bowiem trudnym zadaniem ze względu na istnienie dwóch francuskich zespołów w Formule 1 (Ligiera i Larrousse'a) oraz wyścig 24h Le Mans. Co więcej, postęp utrudniały obostrzenia techniczne wprowadzone po śmierci Rolanda Ratzenbergera i Ayrtona Senny podczas Grand Prix San Marino 1994. Jednakże mimo to na początku 1995 roku DAMS GD-01 był już prawie ukończony. To spowodowało, że Gérard Larrousse, którego zespół przeżywał problemy finansowe z powodu restrykcji dotyczących reklam wyrobów tytoniowych i alkoholowych, rozpoczął negocjacje z Driotem, od którego chciał zakupić model GD-01 i wystawiać go w Formule 1 zamiast planowanego Larrousse'a LH95 – z budową którego Larrousse nie mógł sobie poradzić – czy też Larrousse'a LH94, który w sezonie 1995 byłby niezwykle przestarzały. Driot odmówił jednak Larrousse'owi, który ostatecznie nie wziął udziału w sezonie 1995.
Na nadwozie składało się monocoque z włókna węglowego i aluminium o strukturze plastra miodu, wyprodukowane przez mającą siedzibę w Lille firmę SNPE. Nadwozie było stosunkowo duże, jako że w sekcjach bocznych umieszczono duże chłodnice wody i oleju. DAMS GD-01 miał konwencjonalne zawieszenie, na które składały się wahacze z drążkami skrętnymi aktywowanymi przez popychacze. Układ nosa samochodu był niski, mimo że w tym czasie konstruktorzy Formuły 1 odchodzili od takiego rozwiązania; faktem jest jednak, że inżynierowie Reynarda próbowali rozwiązań zarówno z nosem podniesionym wysoko, jak i nisko. Autor zajmujący się sportami motorowymi, Sam Collins, stwierdził, że pakiet aerodynamiczny był „nierozwinięty”
Początkowo jednostką napędzającą DAMS miały być jednostki Mugen Honda, co miało być częścią powrotu Hondy do Formuły 1, ale negocjacje zakończyły się fiaskiem. Samochód był zatem napędzany przez nową jednostkę Ford Cosworth ED 3.0 V8, która była chętnie wybierana przez mniejsze zespoły z powodu niskich kosztów i łatwości montażu. Silnik ten mógł mieć 640 km przebiegu bez remontu, ważył 129,5 kg i osiągał moc maksymalną 620 KM przy 13 200 rpm. Sześciostopniowa skrzynia biegów konstrukcji Xtrac była zbudowana przez brytyjską firmę na wyłączność; Xtrac dostarczał ponadto DAMS dyferencjały. W sezonie 1995 skrzynie biegów konstrukcji Xtrac znajdowały się także w samochodach Minardi M195 i Simtek S951. Układy elektroniczne były dostarczane przez Pi Research, opony przez Goodyear, koła przez Enkei, a paliwo – przez Elf.
Zbudowano tylko jeden egzemplarz modelu.

## Prezentacja i testy
DAMS zaprezentował GD-01 latem 1995 roku na torze Circuit de la Sarthe. Przy prezentacji byli obecni Driot, Galopin i Arnott, oraz kierowcy: Érik Comas, Emmanuel Collard i Jan Lammers. Samochód przybrał kolory niebieski, biały i żółty, i było na nim niewiele naklejek sponsorów, głównie koncernu Elf. W tym czasie nadwozie było już tak przestarzałe, że nie spełniało wszystkich wymogów regulaminowych na sezon 1995, ale inżynierowie byli przekonani, że mogą je odpowiednio zmodyfikować.
W październiku 1995 DAMS GD-01 był testowany przez Comasa i Lammersa na torze Circuit Paul Ricard. Samochód z powodu przestarzałego nadwozia i niedostatków w aerodynamice był powolny, a zespół chcąc myśleć o debiucie i udanych wynikach w sezonie 1996 musiał gruntownie rozwinąć model, zwłaszcza że w 1996 planowano zainaugurować regułę 107%. Starania Driota o zebranie odpowiedniego budżetu na sezon 1996 nie powiodły się i DAMS przekroczył termin zgłoszeń na 1996 rok. Driot miał nadzieję na starty w sezonie 1997, ale z uwagi na brak pieniędzy, starzejący się projekt modelu GD-01 oraz upadek w tym czasie takich zespołów jak Simtek, Pacific czy Forti, nie wysłał zgłoszenia.

## Dalsze losy projektu
Jedyny model GD-01 znajduje się w fabryce DAMS, a projekty i dokumentacja dotycząca modelu są w posiadaniu Adriana Reynarda. Skrzynia biegów Xtrac została później użyta w samochodzie Dome F105, modelu firmy Dome, który także nigdy nie wziął udział w wyścigu Formuły 1.
Po niepowodzeniu projektu GD-01 Reynard kontynuował zaangażowanie w sporty motorowe, w tym konstruowanie pierwszych samochodów dla zespołu BAR czy projekty w serii Champ Car, zanim w 2002 roku ogłosił bankructwo.